# Canace salonitana
Canace salonitana is een vliegensoort uit de familie van de Canacidae. De wetenschappelijke naam van de soort is voor het eerst geldig gepubliceerd in 1900 door Strobl.